# 三都村 (大阪府)
三都村（さんとむら、みつむら）は、大阪府南河内郡にあった村。現在の大阪狭山市の中心部を除く南西部、国道310号の沿線にあたる。

## 地理
- 山岳：陶器山
- 湖沼：狭山池
- 河川：西除川、三津屋川

## 歴史
- 1889年（明治22年）4月1日 - 町村制の施行により、丹南郡今熊村・岩室村・大野新田・茱萸木新田・西山新田・山本新田の区域をもって成立。
- 1896年（明治29年）4月1日 - 所属郡が南河内郡に変更。
- 1931年（昭和6年）6月16日 - 狭山村と合併し、改めて狭山村が発足。同日三都村廃止。